# Mars (televisieserie)
Mars is een documentaire en sciencefiction-televisieserie geproduceerd door National Geographic Channel, voor het eerst uitgezonden op 23 oktober 2016. De serie is een mix van echte interviews en een fictief verhaal over een groep astronauten die landen op Mars.

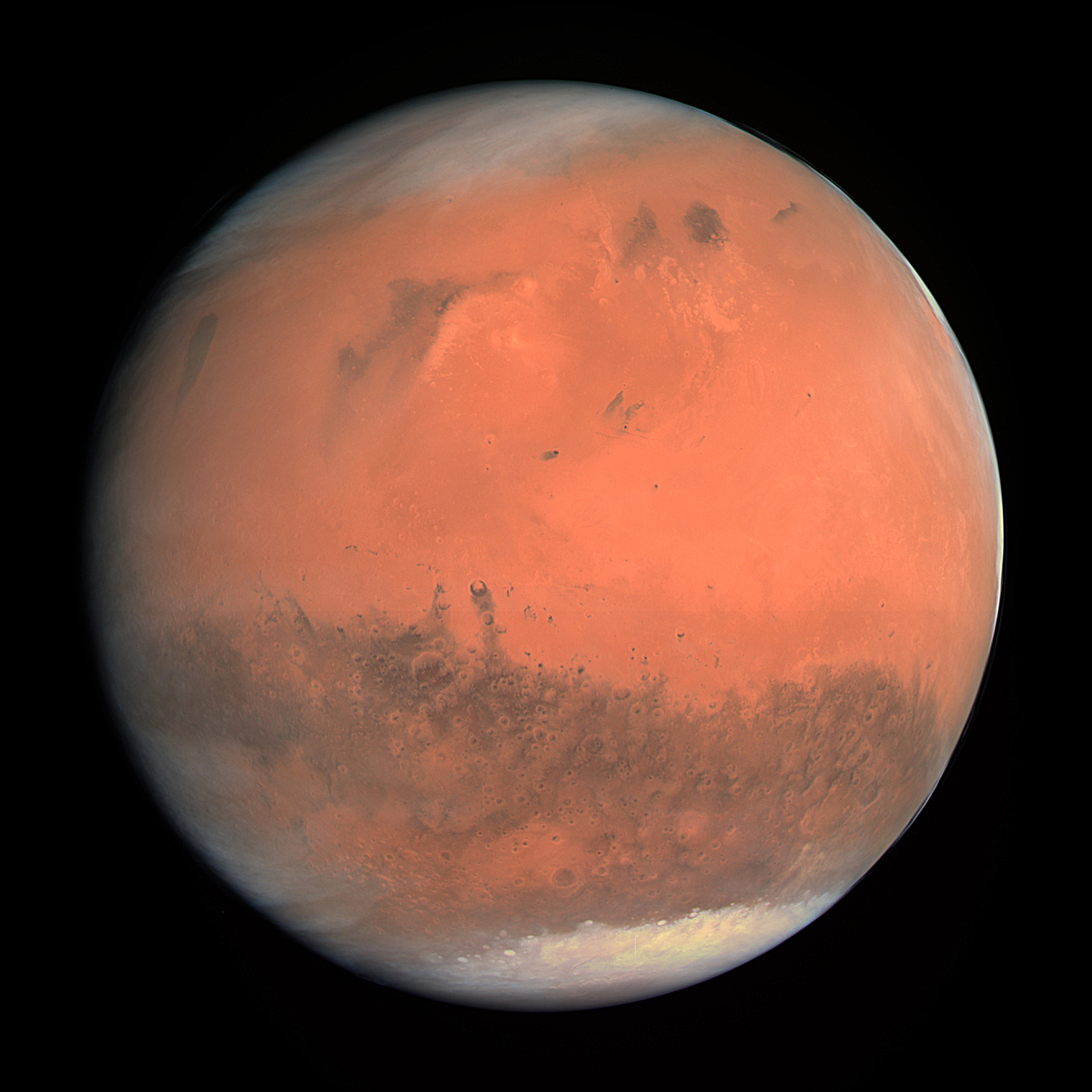
Mars, de planeet waarop deze serie zich grotendeels afspeelt.

## Verhaal
In het jaar 2033 wordt een groep van zes astronauten gelanceerd in Florida, als eerste mensen op weg naar Mars. Hun ruimteschip, de Daedalus, heeft een defect opgelopen toen ze de dampkring van Mars binnenkwamen, waardoor ze meer dan vijfenzeventig kilometer van hun voorziene landingsplaats landen. De belevenissen van de crew, die ook steeds groter zal worden, worden gevolgd tot in de jaren '50 van de 21ste eeuw.
Daarnaast worden er tussendoor ook een aantal wetenschappers, ingenieurs, schrijvers, ... van nu aan het woord gelaten, zoals Elon Musk, Andy Weir, Robert Zubrin, Neil deGrasse Tyson enz. Deze interviews spelen zich, in tegenstelling tot het fictie-gedeelte van de serie, niet af in de toekomst, maar in het heden.

## Afleveringen
| Nr.       | Titel van aflevering                                                          | Duur van aflevering | Uitzenddatum VS  | / Uitzenddatum BE/NL |
| --------- | ----------------------------------------------------------------------------- | ------------------- | ---------------- | -------------------- |
| Prequel   |                                                                               |                     |                  |                      |
| 1         | Before Mars (Voor Mars)                                                       | 32 minuten          | 24 oktober 2016  | 23 oktober 2016      |
| Seizoen 1 |                                                                               |                     |                  |                      |
| 2         | Novo Mundo (Nieuwe Wereld)                                                    | 47 minuten          | 14 november 2016 | 13 november 2016     |
| 3         | Expedition Mars (Expeditie Mars)                                              | 88 minuten          | 16 november 2016 | 15 november 2016     |
| 4         | Grounded (Geland)                                                             | 47 minuten          | 21 november 2016 | 20 november 2016     |
| 5         | Pressure Drop (Drukval)                                                       | 47 minuten          | 28 november 2016 | 27 november 2016     |
| 6         | Power (Kracht)                                                                | 47 minuten          | 5 december 2016  | 4 december 2016      |
| 7         | Darkest Days (Donkerste Dagen)                                                | 47 minuten          | 12 december 2016 | 11 december 2016     |
| 8         | Crossroads (Kruispunt)                                                        | 46 minuten          | 19 december 2016 | 18 december 2016     |
| 9         | Making Mars (Het maken van Mars)                                              | 47 minuten          | 24 december 2016 | 24 december 2016     |
| Seizoen 2 |                                                                               |                     |                  |                      |
| 10        | Inside SpaceX aka Falcon Heavy (Binnenin SpaceX, ook bekend als Falcon Heavy) | 46 minuten          | 12 november 2018 | 11 november 2018     |
| 11        | We Are Not Alone (We Zijn Niet Alleen)                                        | 47 minuten          | 12 november 2018 | 11 november 2018     |
| 12        | Worlds Apart (Aparte Werelden)                                                | 46 minuten          | 19 november 2018 | 18 november 2018     |
| 13        | Darkness Falls (De Duisternis Valt)                                           | 46 minuten          | 26 november 2018 | 25 november 2018     |
| 14        | Contagion (Besmetting)                                                        | 46 minuten          | 3 december 2018  | 2 december 2018      |
| 15        | Power Play (Machtsspel)                                                       | 46 minuten          | 10 december 2018 | 9 december 2018      |
| 16        | The Shakeup (De Opschudding)                                                  | 47 minuten          | 17 december 2018 | 16 december 2018     |

## Rolverdeling
| Acteur             | Personage         | Functie                                                                                            |
| ------------------ | ----------------- | -------------------------------------------------------------------------------------------------- |
| Olympus Town       |                   | |
| Ben Cotton         | Ben Sawyer        | Commandant, systeemingenieur en ruimtearchitect                                                    |
| Jihae Kim          | Hana Seung        | Piloot en systeemingenieur, later commandant                                                       |
| Clémentine Poidatz | Amelie Durand     | Psychiater en biochemica                                                                           |
| Sammi Rotibi       | Robert Foucault   | Mechanisch ingenieur en roboticus                                                                  |
| Alberto Ammann     | Javier Delgado    | Hydrologist en geochemicus                                                                         |
| Anamaria Marinca   | Marta Kamen       | Exobioloog en geoloog                                                                              |
| John Light         | Paul Richardson   | Experimenteel botanicus                                                                            |
| Gunnar Cauthery    | Michael Glenn     | Ondercommandant                                                                                    |
| Levi Fiehler       | Cameron Pate      | Moleculair bioloog                                                                                 |
| Akbar Kurtha       | Jay Johar         | Psycholoog                                                                                         |
| Lukrum Colony      |                   | |
| Roxy Sternberg     | Jen Carson        | Ondercommandant                                                                                    |
| Jeff Hephner       | Kurt Hurrelle     | Commandant                                                                                         |
| Evan Hall          | Shep Master       | Wildcard                                                                                           |
| Nicholas Goh       | Gan Chen          | Commandant                                                                                         |
| Naomi Yang         | Zhenzhen Yow      | Ingenieur                                                                                          |
| Aarde              |                   | |
| Jihae Kim          | Joon Seung        | CAPCOM van mission control, later secretaris-generaal van de International Mars Science Foundation |
| Olivier Martinez   | Ed Grann          | CEO van de Mars Missions Corporation                                                               |
| Cosima Shaw        | Leslie Richardson | Kernfysicus en logistiek ingenieur, later secretaris-generaal en hoofd van IMSF                    |
| Esai Morales       | Roland St. John   | CEO van Lukrum Corporation                                                                         |
| Nick Wittman       | Oliver Lee        | Mission control                                                                                    |
| Kata Sarbó         | Ava Macon         | Mission control                                                                                    |

## Prijzen
Mars is genomineerd geweest voor vijf prijzen: een Saturn-award, een C.A.S.-award, twee HMMA-awards en een IDA-award, maar won er tot op heden nog geen.

## Trivia
- De serie is gebaseerd op het boek How We'll Live on Mars van Stephen Petranek.
- De opnames "op Mars" werden gefilmd in de woestijn van Marokko en Boedapest.
- Er werd in oktober 2016 een boek geschreven over de serie, Mars: Our Future on the Red Planet, dat zich specificeerd op de wetenschap in de serie.
- Before Mars is een prequelaflevering van Mars en vertelt het verhaal van een jonge Hana Seung (Nekhebet Juch) en Joon Seung (Uatchet Juch) en hoe zij in de wetenschapswereld terecht zijn gekomen.